# Band of Horses
Band of Horses is een Amerikaanse indierockband uit Seattle, actief sinds 2004. De bandleden zijn Ben Bridwell (zang, gitaar), Mat Brooke (gitaar), Creighton Barrett en Rob Hampton. In februari 2006 kwam Joe Arnone bij de band. Momenteel zit Band of Horses bij het platenlabel Sub Pop. Op 21 maart 2006 kwam hun debuutalbum, Everything All the Time, uit.

## Discografie

### Albums
- 2006: Everything All the Time
- 2007: Cease to Begin
- 2010: Infinite Arms
- 2012: Mirage Rock
- 2016: Why Are You OK
- 2022: Things Are Great

### Singles
- 2006:  The Funeral
- 2006:  The Great Salt Lake
- 2007:  Is There A Ghost
- 2010:  Factory

### Ep's
- 2005:  Band Of Horses

## Hitnotering

### Albums
| Album met eventuele hitnotering(en) in de Nederlandse Album Top 100 | Datum van verschijnen | Datum van binnenkomst | Hoogste positie | Aantal weken | Opmerkingen |
| ------------------------------------------------------------------- | --------------------- | --------------------- | --------------- | ------------ | ----------- |
| Mirage rock                                                         | 2012                  | 22-09-2012            | 55              | 1*           |             |

| Album met hitnotering(en) in de Vlaamse Ultratop 200 albums | Datum van verschijnen | Datum van binnenkomst | Hoogste positie | Aantal weken | Opmerkingen |
| ----------------------------------------------------------- | --------------------- | --------------------- | --------------- | ------------ | ----------- |
| Infinite Arms                                               | 2010                  | 22-05-2010            | 29              | 9            |             |
| Mirage rock                                                 | 2012                  | 22-09-2012            | 29              | 67*          |             |

### Singles
| Single met hitnotering(en) in de Vlaamse Ultratop 50 | Datum van verschijnen | Datum van binnenkomst | Hoogste positie | Aantal weken | Opmerkingen |
| ---------------------------------------------------- | --------------------- | --------------------- | --------------- | ------------ | ----------- |
| Knock knock                                          | 2012                  | 13-10-2012            | tip94*          |              |             |
| Slow cruel hands of time                             | 2012                  | 08-12-2012            | tip93*          |              |             |